# Dobev
Dobev (en allemand : Dobew) est une commune du district de Písek, dans la région de Bohême-du-Sud, en République tchèque. Sa population s'élevait à 939 habitants en 2020.

## Géographie
Dobev se trouve à 9 km à l'ouest de Písek, à 48 km au nord-ouest de Ceské Budejovice et à 92 km au sud-sud-ouest de Prague.
La commune est limitée par Drhovle et Čížová au nord, par Písek à l'est, par Kestřany au sud, et par Štěkeň et Přešťovice à l'ouest.

## Histoire
La première mention écrite du village remonte à 1318.

## Transports
Par la route, Dobev se trouve à 9,5 km de Písek, à 55,5 km de České Budějovice et à 133 km de Prague.